# Équipe de Thaïlande de beach soccer
L'équipe de Thaïlande de beach soccer est une sélection qui réunit les meilleurs joueurs thaïlandais dans cette discipline.

## Histoire
En 2002, la Thaïlande obtient une 4e place à la Coupe du monde après avoir perdu le match de la troisième place contre l'Uruguay. La Thaïlande se trouve dans le groupe A aux côtés du Brésil et réussit à battre la France et l'Espagne pour atteindre la demi finale contre le Portugal où ils s'inclinent 3-2. Le gardien de la Thaïlande Vilard Normcharoen est élu meilleur gardien du tournoi.
Lors de la Coupe du monde 2005, la Thaïlande tombe de nouveau dans le même groupe que le Brésil et l'Espagne, mais cette fois-ci l'équipe termine dernière du groupe A.

## Palmarès
- Coupe du monde
  - 4e en 2002

## Équipe
| N° | Poste | Nom                |
| -- | ----- | ------------------ |
| 1  | G     | Narong Wisetsri    |
| 22 | G     | Nikhom Kemkaeng    |
| 5  | D     | Pongsak Khongkeaw  |
|    | D     | Krittin Hlorjadann |
| 10 | M     | Komkrit Na-Nan     |
| 7  | M     | Piyapong Songpiew  |
| 6  | M     | Manus Madtoha      |
| 3  |       | Watchara Raypaijit |
|    | A     | Vitoon Thapina     |
| 9  | A     | Pitipong Kuldilok  |